# AOI Pro.
株式会社AOI Pro.（アオイプロ、英: AOI Pro. Inc.）は、テレビCM、携帯電話を中心とした各種コンテンツ、映画など映像作品の企画・演出・制作および関連商品の販売を行う日本の大手広告映像制作会社。KANAMEL株式会社の完全子会社。

## 概要
2012年7月に葵プロモーション（Aoi Advertising Promotion Inc.）より現社名となった。2017年1月4日には同じく業界大手のティー・ワイ・オーと経営統合し、共同持株会社であるAOI TYO Holdings株式会社（後のKANAMEL）を設立した。
本社（中央区銀座）他、赤坂オフィス（港区赤坂）、中目黒オフィス（目黒区上目黒）、代官山オフィス（渋谷区猿楽町）がある。
AOI Pro.では企画および制作に携わる部門をそれぞれ○○部と呼称する。2018年6月29日時点では、制作は5つの部で構成されている。

## 沿革
- 1963年（昭和38年）10月25日 - 東京都港区で葵プロモーションとして創業。
- 1968年（昭和43年）4月 - 社団法人日本テレビコマーシャル制作社連盟（JAC）及び社団法人全日本シーエム放送連盟（現・ACC）に加盟。
- 1979年（昭和54年）8月 - 東京商工会議所に加盟。
- 1982年（昭和57年）4月 - 社団法人日本広告審査機構（JARO）に加盟。
- 1984年（昭和59年）1月 - 社団法人公共広告機構（現・ACジャパン）に加盟。
- 1987年（昭和62年）1月 - 本社を東京都品川区大崎一丁目6番1号へ移転。
- 1988年（昭和63年）
  - 8月 - 財団法人新映像産業推進センターに加盟 。
  - 12月 - 金融機関等9社の出資により資本金を4億8,240万円に増資。
- 1990年（平成2年）4月 - 資本金を14億4,840万円に増資。また、店頭登録銘柄として社団法人日本証券業協会（現・ジャスダック）に登録。
- 1991年（平成3年）2月 - ロサンゼルス支店を開設。
- 1992年（平成4年）5月 - 銀座オフィスを開設。
- 1994年（平成6年）7月 - 株式会社メディア・ガーデン設立。
- 1997年（平成9年）4月 - CM撮影スタジオ完成。
- 1998年（平成10年）
  - 2月 - 資本金を16億円4,390万円に増資。また、東京証券取引所市場第二部に上場。
  - 5月 - 株式会社デジタル・ガーデンを設立。
- 1999年（平成21年）2月 - 田町オフィスを開設。
- 2000年（平成12年）
  - 3月 - 資本金を33億2,390万円に増資。
  - 9月 - 東京証券取引所市場第一部に上場。
- 2002年（平成14年）7月 - 東京都中央区に新橋オフィス開設。
- 2003年（平成15年）1月 - 株式会社スパイクフィルムスを設立。
- 2005年（平成17年）12月 - プライバシーマークの認定を取得。
- 2006年（平成18年）3月 - 株式会社葵デジタルクリエーションを設立。
- 2007年（平成19年）
  - 8月 - CM制作会社の株式会社メイアンを株式取得により子会社化。
  - 11月 - 東京都港区赤坂に赤坂オフィス開設。
- 2008年（平成20年）
  - 1月 - 広告戦略・企画・制作会社の株式会社スクラッチ設立。
  - 3月 - 子会社のスパイクフィルムスとメイアンを合併し、株式会社メイアンスパイクを設立。
  - 10月 - CM制作会社のシースリーフィルムを株式取得により子会社化。
- 2009年（平成21年）
  - 4月 - メイアンスパイクを、株式会社ワサビに社名変更。
  - 7月 - 葵デジタルクリエーション、ワサビ、エムズプランニング、スクラッチを中央区銀座「Cabinet.」に移転、集結。
- 2010年（平成22年）5月 - 休眠中の子会社株式会社ティーポットを、株式会社ホリーホックに社名変更。6月に写真スタジオ事業を開始。
- 2011年（平成23年）
  - 4月 - ゴルフ雑誌「週刊パーゴルフ」の発行元である株式会社パーゴルフ・プラスの株式を学研パブリッシングから取得し、子会社化。同時に株式会社パーゴルフに社名変更。
  - 5月 - 東京都品川区大崎（大崎センタービル）に本社を移転。
  - 7月 -
    - 広告、SPツール、Web企画制作、広告写真撮影事業を手がける株式会社ティー・ケー・オーを株式取得により子会社化。
    - ウェブ制作会社の株式会社ビジネス・アーキテクツを株式取得により子会社化。

  - 10月 - 株式会社葵デジタルクリエーションを吸収合併。
- 2012年（平成24年）
  - 7月 - 株式会社AOI Pro.に社名変更[1]。
  - 11月 - ロンドンのデザイン会社Land Ahoy Designと資本・業務提携。
- 2013年（平成25年）
  - 2月 - タイにCM制作会社AOI ASIA THAILANDを設立。
  - 4月 - 中国のCM制作会社北京葵友広告有限公司を株式取得により子会社化。
  - 9月 - ラジオCM、映像コンテンツの企画・制作会社の株式会社大日を株式取得により子会社化（2019年12月期に持分法適用関連会社化）。
- 2014年（平成26年）
  - 1月 - コンテンツの企画開発、広告プロデュース会社の株式会社STORYWRITERを設立（2017年1月、株式会社Quark tokyoへ吸収合併）。
  - 11月 - 株式会社パーゴルフを、同業の「アルバトロス・ビュー」の発行元である株式会社ALBAに売却[3]。
- 2016年（平成28年）
  - 7月11日 - ティー・ワイ・オーと共同持株会社を設立する形で経営統合すると発表[2]。
  - 12月28日 - 東京証券取引所市場第一部上場廃止。
- 2017年（平成29年）
  - 1月4日 - ティー・ワイ・オーと経営統合し、共同持株会社であるAOI TYO Holdings株式会社（後のKANAMEL）を設立。
  - 12月31日 - 株式会社ビジネス・アーキテクツの株式95%を、同社社長の大日健に売却する。
- 2020年（令和2年）1月1日 - 子会社の株式会社ワサビを吸収合併[4]。
- 2021年（令和3年）
  - 1月1日 - SOOTH株式会社を吸収合併。
  - 1月4日 - 本社を東京都中央区銀座8-15-2に移転[5]。子会社のデジタル・ガーデンが、メディア・ガーデン及びTTRを吸収合併し、株式会社TREE Digital Studioへ商号変更。TREE Digital Studioは当社とTYOの折半出資となる。
- 2023年（令和5年）
  - 12月18日 - 本社を東京都港区海岸3-18-12に移転[6]。主な部署を1か所に集約。

## 作品

### 広告
- 本田技研工業 環境テーマ広告「ランプカー・街」 - 電通
- トヨタ自動車 トヨタ・bB「Play Music Player」 - 電通
- 公共広告機構（現・ACジャパン） AC骨髄移植推進財団「スロットマシン」 - 電通
- 朝日新聞社
  - ジャーナリスト宣言キャンペーン「言葉のチカラ・オペラ」 - 電通
  - ジャーナリスト宣言キャンペーン「言葉のチカラ・オペラ／言葉のチカラ・希望」  - 株式会社電通
- ビットワレット株式会社 Edy「Chair使えるお店増えました」 - 博報堂／博報堂イン・プログレス
- コニカミノルタホールディングス 企業「最強のチーム」 - 博報堂
- カルピス 冴え緑茶「シャワー会議」 - 博報堂／博報堂イン・プログレス
- スターフライヤー 企業「スターフライヤー就航記念」 - 博報堂／博報堂エルグ
- 日立マクセル マクセルDVD「大人になったジブンへ」 - アサツー ディ・ケイ
- 日本電気 IT、で、エコ「植物でケータイ」 - マッキャンエリクソン
- リオン リオネット補聴器　日本音風景百選「川越　時の鐘」 - 東急エージェンシー
- ソニー・コンピュータエンタテインメント PSP脳力トレーナーポータブル「アレリーマン」 - 博報堂
- 松下電器産業（現・パナソニック） パナソニック補聴器「あのころの音がきこえますか?」 - 電通関西支社
- ダスキン ミスタードーナツ　ミスドリカちゃん第2弾「レアルリカちゃん」  - 博報堂
- ヤクルト本社 企業「登場・新パッケージ」 - アサツー ディ・ケイ
- 毎日新聞社 毎日スイッチ新聞「ティザー／ボリューム／照明」 - 博報堂／博報堂DYメディアパートナーズ
- 日本コカ・コーラ
  - 茶流彩彩さんぴん茶「初恋」 - 電通
  - Fanta
    - 「そうだったらいいのにな　ヤギ／カメラマン／リモコン」 - 博報堂クリエイティブ・ヴォックス／博報堂
    - 「そうだったらいいのにな　ヤギ／カメラマン／リモコン／デザイナー」 - 博報堂クリエイティブ・ヴォックス／博報堂
    - クリアーアップル「そうだったらいいのになUFO」  - 博報堂クリエイティブ・ヴォックス／博報堂
    - 「そうだったらいいのにな　デザイナー」 - 博報堂クリエイティブ・ヴォックス／博報堂
    - スパイラル グレープ「自己紹介」ほか - 博報堂
- ヤフー ヤフー・オークション「服がかぶった／ジャマな家具　おならVer.」  - 博報堂
- 日清食品 日清ラ王「槍ヶ岳山頂」 - 電通
- メルセデス・ベンツ日本 メルセデス・ベンツ・Aクラス「NEXT A-Class」 - プロダクションI.G／博報堂
- 富士重工 スバル・フォレスター「Let me drive」- HYSUBARU TEAM
- 大塚食品 MATCH「夢／デビュー／眉毛／部活」- 博報堂
- au
  - 　「au 4G LTE FULL CONTROL/Xmas」- GLIDER／電通
  - 「au 4G LTE PLAY SCREEN」 - GLIDER／ライゾマティクス／電通
  - 「iPhone（iPhone 5c） 数字」
  - 「スマートパスやってくる」
  - 「笑おう。」KDDI - 電通
- ダイハツ工業
  - ダイハツ・ムーヴ
    - 5代目「パパの愛」ほか - 博報堂／博報堂クリエイティブ・ヴォックス
    - 6代目 - 電通

  - ダイハツ・タント（3代目・4代目） - 電通
  - 企業CM「くらしの真ん中で 働く人たち（ハイゼットトラック）」ほか - 電通／ワンスカイ
  - ダイハツ・ブーン（3代目）ダイハツ工業 - 博報堂／博報堂クリエイティブ・ヴォックス
  - ダイハツ・トール　 - 博報堂／博報堂クリエイティブ・ヴォックス
  - ダイハツ・ミライース（2代目） - 電通
  - ダイハツ・ハイゼットトラック（10代目）「こわいおやじに」 - 電通
  - ダイハツ・ミラトコット「銭湯」「勘違い」「ボウリング」「縦列駐車」ほか　 - 電通
  - ダイハツ・ロッキー（2代目） - 博報堂／博報堂クリエイティブ・ヴォックス
  - ダイハツ・タフト（2代目） - 電通
- 株式会社バイク王&カンパニー バイク王×ルパン三世「キャンペーン」

### テレビドラマ
- イタズラなKiss〜Love in TOKYO
- お父さんは高校生
- フリンジマン〜愛人の作り方教えます〜
- きみはペット
- 兄に愛されすぎて困ってます
- 架空OL日記
- 僕はまだ君を愛さないことができる
- PRINCE OF LEGEND
  - 貴族誕生 -PRINCE OF LEGEND-
- コタキ兄弟と四苦八苦
- きょうの猫村さん
- FAKE MOTION -卓球の王将-
- リモートで殺される
- アプリで恋する20の条件
- うきわ -友達以上、不倫未満-
- 俺の可愛いはもうすぐ消費期限!?
- 脚本芸人
- 運命警察
- ボーイフレンド降臨!
- ヒヤマケンタロウの妊娠
- ハマる男に蹴りたい女
- around1/4 アラウンドクォーター
- サワコ 〜それは、果てなき復讐
- かりあげクン
- silent（制作協力）
- 秘密を持った少年たち
- 家族だから愛したんじゃなくて、愛したのが家族だった（制作協力）
- いちばんすきな花（制作協力）
- うちの弁護士は手がかかる（制作協力）
- 366日（制作協力）
- Destiny（制作協力）
- さっちゃん、僕は。
- 海のはじまり（制作協力）
- 焼いてるふたり 〜交際0日 結婚から恋をはじめよう〜
- そんな家族なら捨てちゃえば?（制作協力）
- 青島くんはいじわる（制作協力）
- 嘘解きレトリック（制作協力）

### 映画
- 2013年
  - くじけないで
- 2014年
  - 5つ数えれば君の夢
- 2016年
  - 海よりもまだ深く
  - 永い言い訳
  - L-エル-
- 2017年
  - 帝一の國
  - 兄に愛されすぎて困ってます
- 2018年
  - 恋は雨上がりのように
  - 万引き家族
- 2019年
  - 夜明け
  - PRINCE OF LEGEND
  - チア男子!!
  - パラレルワールド・ラブストーリー
  - ホットギミック ガールミーツボーイ
- 2020年
  - 架空OL日記
  - 貴族誕生 -PRINCE OF LEGEND-
  - 喜劇 愛妻物語
  - とんかつDJアゲ太郎
  - 泣く子はいねぇが
- 2021年
  - すばらしき世界
  - キャラクター
  - 鳩の撃退法
- 2022年
  - マイスモールランド
  - 百花
- 2025年
  - ファーストキス 1ST KISS